# Orquestra Simfònica Brasilera
L'Orquestra Simfònica Brasilera (en portuguès, Orquestra Sinfônica Brasileira, OSB) és una de les orquestres més importants del Brasil, i està situada a l'Avenida Rio Branco, al centre de Rio de Janeiro. Des de la seva fundació el 1940, ha realitzat més de 5.000 concerts.

## Història

### Segle XX
La creació de l'OSB va ser una idea de tres professors de l'Escola Nacional de Música: Djalma Soares, Antão Soares i Antônio Leopardi. Emocionats per la gira de l'Orquestra de la NBC al Brasil, sota la direcció d'Arturo Toscanini, van buscar el mestre José Siqueira per prendre la iniciativa. Amb el suport de personalitats corporatives i polítiques i amb una publicitat especial al diari O Globo, l'OSB va sorgir com a corporació el 1940. El concert inaugural va ser el dijous 11 de juliol d'aquell any, data escollida en honor al compositor Carlos Gomes. Com a primer director artístic va ser nomenat el director hongarès exiliat al Brasil, Eugen Szenkar.
L'any 1943 l'Orquestra va guanyar un gran mecenes: Arnaldo Guinle, que va assumir el protagonisme administratiu de la Societat, com a membre del seu Consell. Va donar les dues plantes de l'edifici on es troba la seu de l'orquestra, al centre de Rio de Janeiro, i va encarregar als Estats Units els instruments que necessitava l'orquestra. A causa de la seva amistat amb el president Getúlio Vargas, Guinle va aconseguir que l'orquestra, que era una empresa privada, rebés finançament públic del govern federal. Aquella temporada, per primera vegada, l'orquestra va publicar una llista de músics efectius; anteriorment, els músics treballaven amb contractes per períodes molt curts. Entre els músics d'aquesta llista, alguns dels que van adquirir més notorietat van sesr: Hans-Joachim Koellreutter (flauta), José Gagliardi (trombó), Elza Guarnieri (arpa), Jorge Faini, Oscar Borgerth i Cláudio Santoro (violins), i Iberê Gomes Grosso, Newton Pàdua i Aldo Parisot (violoncels).
El 1948, les disputes de la Guerra Freda van influir en la direcció de l'orquestra. Guinle va estar en desacord amb José Siqueira, que era comunista, i va aconseguir apartar-lo de la direcció de la societat amb el suport de la "dreta" de la societat. La presidència de la societat la va assumir el militar de la marina Adalberto de Lara Resende. El mestre Szenkar també estava en desacord amb la direcció de l'orquestra, ja que estava en contra de la pràctica de portar directors convidats de l'estranger. Va ser apartat de la direcció artística de l'orquestra.
Entre 1949 i 1951, la direcció artística va estar a càrrec temporalment de Lamberto Baldi, que es va dividir entre Montevideo, Buenos Aires i Rio de Janeiro. El seu treball a l'OSB va ser compartit amb Eleazar de Carvalho, que s'havia afirmat com un gran director, després de tornar d'un període d'estudiant de Serge Koussevitzky a Tanglewood. Tots dos directors van donar més importància a la música moderna, mentre que Szenkar va afavorir el repertori romàntic. A partir de 1952 Eleazar de Carvalho va assumir la direcció artística de l'OSB, romanent fins a 1968.
El 1952, el Consell de l'OSB va rebre com a membre un altre polític important: Euvaldo Lodi. Amb el seu suport, Eleazar de Carvalho va aconseguir reunir una onada de músics europeus de primer nivell per reforçar les seccions més deficients de l'orquestra. Entre els que van venir hi havia Noel Devos (fagot) i Odette Ernest Dias (flauta), que es van establir definitivament al país i van desenvolupar una activitat molt important per a l'entorn musical brasiler.
Vivint noves situacions de crisi financera, l'OSB va patir ingerències federals l'any 1957. El ministre d'Educació, Clóvis Salgado, va nomenar interventor Mozart de Araújo, i aquest va nomenar una comissió per dur a terme la direcció artística de l'OSB, formada per Eleazar de Carvalho, Francisco Mignone i l'escriptor Guilherme Figueiredo, que va passar a escriure els programes dels concerts.
El 1972, l'OSB va assolir protagonisme amb la creació del Projecte Aquarius, que va acostar la música clàssica a les capes més populars, en concerts a la Quinta da Boa Vista, entre altres llocs. També en aquella dècada Isaac Karabtchevsky es va fer càrrec de la direcció artística de l'OSB, on hi va romandre durant 26 anys.
Els Tres Tenors, Josep Carreras, Plácido Domingo i Luciano Pavarotti, van actuar amb l'OSB a la dècada del 1990. Karabtchevsky va deixar les seves funcions com a director artístic, càrrec que va assumir Roberto Tibiriçá des de 1995 fins a 1998. L'octubre d'aquell any, Yeruham Scharovsky va ser nomenat director artístic i director principal de l'OSB; Scharovsky va implementar diversos projectes, com l'Orquestra Jovem da OSB, master classes, Escola de l'OSB i NTB.

### Segle XXI
El setembre de 2001, l'orquestra va actuar al Central Park i al Lincoln Center, a Nova York, com a part de la celebració de la independència del Brasil. El gener del mateix any, va formar part de l'obertura de Rock in Rio III, en una actuació per a més de 120.000 persones, i va fer una gira amb concerts a l'aire lliure al nord i nord-est del Brasil. L'any 2002 es va proposar una associació amb l'Ajuntament de Rio de Janeiro, que implicava la construcció d'una nova seu per a l'OSB, la Cidade da Música. L'obra es va inaugurar inacabada durant l'administració de l'alcalde César Maia el 26 de desembre de 2008, i més endavant se'n va fer la inauguració oficial el 2013, quan va rebre el nou nom de Cidade das Artes.

#### Crisis de 2006 i 2011
Després d'haver acomiadat ja 14 músics la vigília de Nadal del 2006 sense més explicacions i que no es fes res, uns anys més tard, al gener de 2011, durant les vacances dels músics, la Fundació OSB, sota la direcció de Roberto Minczuk, va anunciar una avaluació per als músics de l'orquestra. Es van mostrar en contra del procediment, al·legant que ja s'havien fet aquestes proves i qüestionant per què s'interrompria la temporada fins a l'agost de 2011, substituint l'orquestra principal per l'Orquestra Jovem. La fundació va confirmar la decisió i la majoria dels músics van boicotejar les proves, que van començar el 10 de març. Davant el boicot, es va oferir un programa de renúncia voluntària, que només van acceptar tres músics. Hi va haver una reunió amb el Ministeri de Treball i es va elaborar un nou pla d'acomiadaments que, de nou rebutjat, va comportar l'acomiadament de 33 músics per justa causa. L'avaluació va ser mantinguda i realitzada per 35 músics, que van romandre ocupats.
Els músics van demanar la marxa de Minczuk, fins i tot afirmant que el director pressionava i humiliava els membres de l'orquestra, imposant "un clima de por" des de la seva arribada. Mentrestant, la crisi va ressonar internacionalment, i Minczuk va ser culpat per crítics i músics d'arreu del món. Artistes convidats per a la temporada 2011, com la ballarina Ana Botafogo i els pianistes Nelson Freire i Cristina Ortiz, van cancel·lar les seves actuacions i van declarar un boicot al mestre i a l'òrgan de govern.
El 9 d'abril, en el primer concert de la temporada, amb l'OSB Jovem ocupant el lloc dels músics, hi va haver una protesta dins i fora del Teatre Municipal de Rio de Janeiro, i el concert es va interrompre. Minczuk va ser esbroncat pel públic i els músics de l'OSB Jovem, també en protesta contra Minczuk, es van retirar de l'escenari, deixant el mestre sol.
El 18 d'abril, Minczuk va renunciar al càrrec de director artístic del Teatre Municipal, després d'una reunió amb la junta de l'orquestra, però va continuar ocupant el càrrec de director artístic i director de l'OSB. El 26 d'abril, la Fundação Orquestra Sinfônica Brasileira va enviar una nota anunciant el final del termini perquè els músics acomiadats tornéssin a actuar. Cap dels músics s'hi va presentar, afirmant que cap dels seus punts s'havia complert. La fundació, aleshores, va tancar l'expedient i va anunciar que al maig faria una audició per a 13 llocs de l'orquestra, que ja feia dos anys que estaven vacants. El dissabte 30 d'abril, el grup de músics acomiadats va celebrar un concert-manifest a l'Escola de Música de la Universitat Federal de Rio de Janeiro, amb la participació de la pianista Cristina Ortiz. L'acte va reunir un miler de persones, entre elles antics membres de l'orquestra.
El 2 de juny es va publicar una entrevista a Roberto Minczuk en què va donar la seva versió de la crisi. Segons ell, un grup de músics estava en contra dels canvis a l'orquestra, i alguns no es van voler dedicar del tot a l'obra, fins i tot tenint negocis paral·lels, com una pizzeria i una gelateria. Un músic hauria presentat 25 certificats mèdics en un any. Encara segons Minczuk, la principal motivació de les proves va ser elevar el nivell de l'orquestra amb músics disposats a abraçar el nou projecte, dedicant-s'hi exclusivament.
L'1 d'agost, la Fundação Orquestra Sinfônica Brasileira va presentar una nova proposta als 33 músics acomiadats, per la qual serien immediatament reintegrats formant una nova orquestra, que no seria dirigida per Roberto Miczuk. La proposta va ser elaborada per Fernando Bicudo i Pablo Castellar, els nous directors artístics. Els músics es van reunir i van dir acceptar la proposta, afegint alguns punts a l'acord, com ara l'estabilitat fins al 2016 i la incorporació de la cessió de drets al salari, per un import de 2.166 R$. El 2 de setembre es va anunciar l'acord definitiu amb la reincorporació de tots els músics anteriorment destituïts; cinc d'ells, però, van preferir no tornar a l'orquestra, que va començar a deixar d'actuar sota la regència de Minczuk.

## Membres
| - Eugen Szenkar (1940–1948) - Lamberto Baldi (1949–1951) - Eleazar de Carvalho (1952–1957, 1960–1962, 1966–1969) - Alceo Bocchino (1963–1965) - Isaac Karabtchevsky (1969–1994) - Roberto Tibiriçá (1995–1997) - Yeruham Scharovsky (1998–2004) - Roberto Minczuk (2005–2011) - Pablo Castellar i Fernando Bicudo (2011–2012) - Pablo Castellar (2012–present) - Arnaldo Guinle (1940–1948, 1956–1962) - Adalberto de Lara Resende (1948–1952) - Euvaldo Lodi (1952–1956) - Luís Guimarães Filho (1962–1964) - Murilo Miranda (1964–1965) - Eugênio Gudin (1966–1968) - Octavio Gouvêa de Bulhões (1968–1986) - Mário Henrique Simonsen (1987–1996) - Roberto Paulo Cezar de Andrade (1997) | - Ricardo Odnoposoff (1940–1942) - Oscar Borgeth (1942–1945) - Henry Siegel (1945–1946) - Santino Parpinelli (1945–1946) - Anselmo Zlatopolski (1947–1965) - Gian Carlo Pareschi (1965–1966) - Francisco Corujo (1966–1977) - Israel Terc Malziac (1974–1977) - João Daltro de Almeida (1978–1993) - Ricardo Cyncynates (1981–1984) - Michel Bessler (1977–2015) - Martin Tuksa (2000) Seguit del nombre de concerts - Nelson Freire (piano) (89) - Jacques Klein (piano) (82) - Arthur Moreira Lima (piano) (63) - Arnaldo Cohen (piano) (42) - Noel Devos (fagot) (40) - Ruth Staerke (cant) (35) - Arnaldo Estrela (piano) (33) - Zwinglio Faustini (cant) (30) - Anselmo Zlatopolski (violí) (29) - João de Souza Lima (piano) (29) - Magdalena Tagliaferro (piano) (28) |

## Discografia

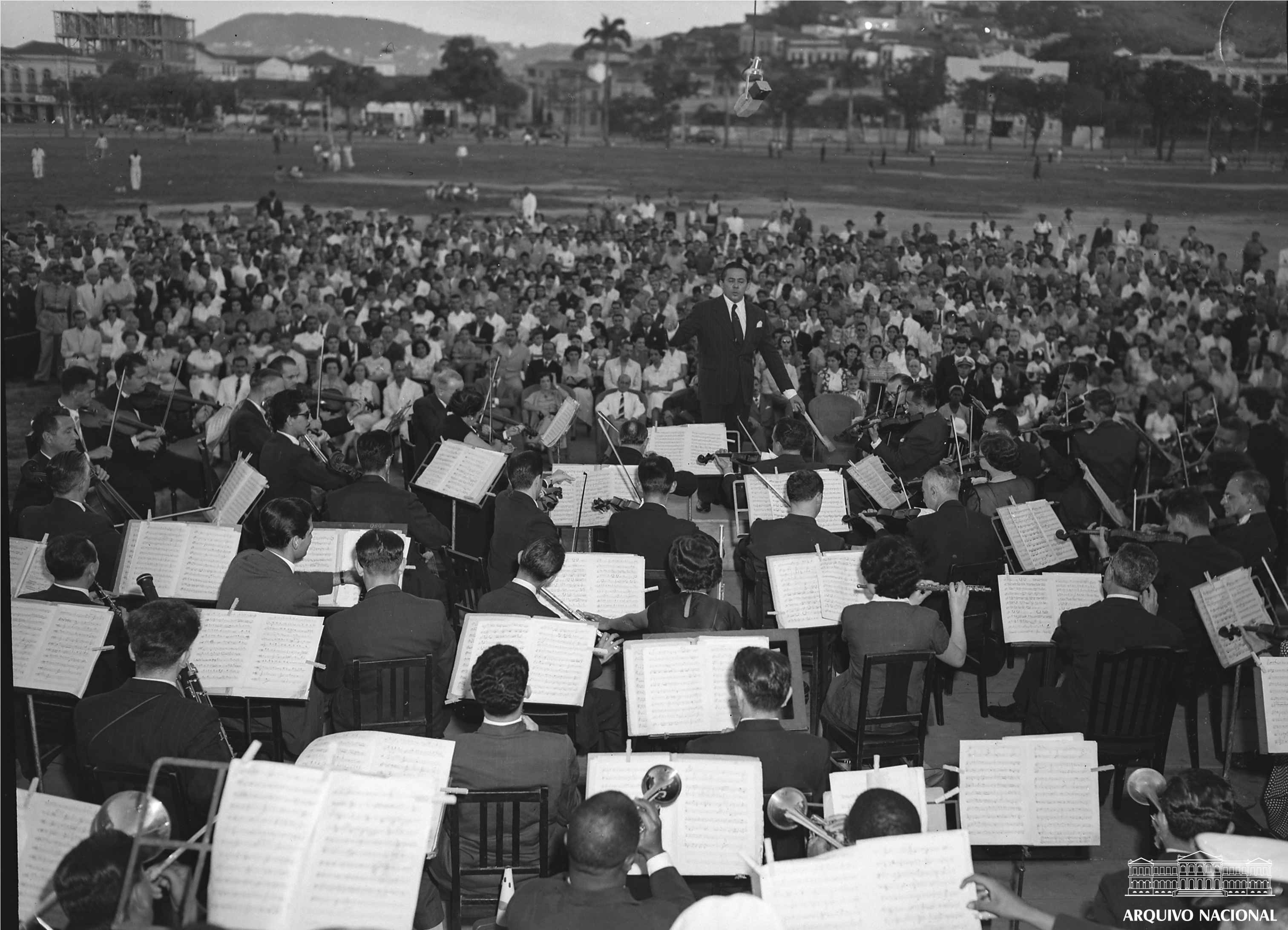
L'Orquestra Simfònica Brasilera en un concert de 1952 al Campo de São Cristóvão (Rio de Janeiro).

Entre els molts àlbums que han publicat, hi ha els següents:
- 1958: Santoro: Sinfonia No. 5
- 1958: Oswald: Sinfonia, Op. 43
- 1959: Dois Concértos de Radamés Gnattali[25]
- 1960: Música Brasileira, Vol. 10
- 1960: Mestres do Barroco Mineiro, Vol. 1
- 1960: Mestres do Barroco Mineiro, Vol. 2
- 1968: Sinfonia No. 5 - Cláudio Santoro
- 1990: Heitor Villa-Lobos. Bachianas Brasileiras Intégrales (per Isaac Karabtchevsky)[26]
- 1998: José Maurício Nunes Garcia - Missa de Santa Cecília. Volume 1[25]
- 1998: José Maurício Nunes Garcia - Missa de Santa Cecília. Volume 2[25]
- 2000: Villa-Lobos. Uma Vida de Paixão – banda sonora de la pel·lícula[25]
- 2010: Nosso Lar – banda sonora de la pel·lícula (per Philip Glass)
- 2021: OSB de casa - Clássica Brasileira
- 2021: OSB de casa - Duos Sinfônicos
- 2021: OSB ao vivo - Quadros de uma Exposição. Modest Mussorgsky
- 2021: OSB ao vivo - Serenata para cordas Op. 48. Piotr Ilitch Tchaikovsky (feat. Daniel Guedes)
- 2021: OSB ao vivo - Serenata No. 2. Johannes Brahms
- 2021: A OSB do Brasil

## OSB Jovem
L'OSB Jovem o Orquestra Jovem da OSB (l'Orquestra Jove de l'OSB), formada per músics d'entre 16 i 30 anys, va ser creada l'octubre de 1998 per Yeruham Scharovsky i, després de les crisis internes a l'OSB de 2006 i 2011, va extingir-se l'any 2012. El 2023, onze anys després d'aquest fet, el projecte musical i educatiu resorgia novament.